# Masacre de Manila de 1820
La matanza de Manila de 1820 es un evento histórico que tuvo su origen en la llegada al archipiélago filipino de la primera pandemia de cólera. La noticia fue recibida en Manila con gran temor y se propagó un rumor que culpaba a los europeos no peninsulares de envenenar las fuentes de agua. El 9 de octubre de 1820 una multitud enfurecida mató a todos los extranjeros que encontraron, tanto en Manila como en Cavite.

## Antecedentes
En 1817 comenzó en Bengala la primera epidemia de cólera de alcance mundial. Este terrible flagelo se dispersó por todo el Pacífico hasta 1824. En su recorrido, dejó varios cientos de miles de víctimas y castigó repetidamente lugares por donde ya había pasado. Cuando llegó a Manila, en septiembre de 1820, fue recibida por una población aterrorizada que desconocía los motivos que causaban la enfermedad y carecían de herramientas para combatirla.

## Comienza la epidemia
Llevada por los tripulantes de barcos provenientes de lugares infestados, el cólera se desató en Manila el 17 de septiembre. A principios de octubre ya tenía todas las características de una epidemia. Sólo en la primera quincena del mes murieron unas quince mil personas. Para evitar la llegada de nuevos enfermos se prohibió el ingreso de todo buque, pero ya era tarde. La enfermedad avanzaba sobre la población causando verdaderos estragos. Un francés testigo de los hechos señaló: «...el terrible azote, el cólera... devastó toda la isla. A los pocos días de su aparición, la epidemia se extendió rápidamente; los indios sucumbieron por miles; a todas horas, tanto de día como de noche... las calles estaban atestadas de carros repletos de muertos...».
En la crisis, varios europeos trabajaban como voluntarios ayudando a los enfermos. Prácticamente no había médicos en las islas y la colaboración de los médicos de los barcos era muy importante. Además, en Manila se encontraba un grupo de marineros anglosajones, eran los tripulantes de un barco corsario de las Provincias Unidas, llamado La Argentina. Apresados por el gobernador Mariano Fernández de Folgueras fueron liberados pocos días antes del comienzo de la epidemia como consecuencia de las reales cédulas emitidas desde España por las autoridades del Trienio Liberal.

## Se desata la masacre
Tratando de determinar las razones que originaban la enfermedad desde un barco francés surto en la bahía, el Cultivateur, se tomaban muestras de agua de distintas fuentes de la ciudad. Incentivados por elementos del régimen colonial, los nativos consideraron que los extranjeros estaban en realidad contaminando las fuentes de agua.
Una multitud armada de machetes arremetió contra todos los extranjeros que halló en su camino, a excepción de españoles y portugueses. Las crónicas señalan la muerte de unos treinta y cinco europeos además de numerosos chinos y «persas». Entre los muertos se encontraban los once tripulantes de La Argentina. Todo ello ocurrió sin la intervención de las autoridades que recién tres días después, el 12 de octubre, enviaron a la milicia a la calle.